# شارل پلیسیه
شارل پلیسیه (انگلیسی: Charles Pélissier; ۲۰ فوریهٔ ۱۹۰۳ – ۲۸ مهٔ ۱۹۵۹) دوچرخه‌سوار اهل فرانسه بود.